# Frédéric Leclercq
Frédéric Leclercq (Charleville-Mézières, 23 de junho de 1978) é um músico francês.

## Biografia
É conhecido por sua passagem como baixista da banda power metal inglês DragonForce, até a sua saída no início de 2020. Ele é um multi-instrumentista e toca baixo, guitarra, teclados e canta. Ele é um músico de várias outras bandas, incluindo George Lynch's Souls of We. Ele também é um ex-membro da banda francesa de power metal Heavenly e tocou vários shows com Carnival in Coal em 2006.
De acordo com seu perfil no Dragonforce.com, Leclercq pode falar "Francês, Inglês, Alemão e algumas palavras sujas em quase todas as línguas", e seu movimento palco da assinatura é "Black sculling metal."